# Fulke Greville, 1. Baron Brooke
Fulke Greville, 1. Baron Brooke (* 3. Oktober 1554 in Beauchamp Court bei Alcester, Warwickshire; † 30. September 1628 in Warwick Castle) war ein britischer Staatsmann, Parlamentsmitglied und Schriftsteller (Lyrik, Drama, Prosa). Er war der Biograph von Philip Sidney.

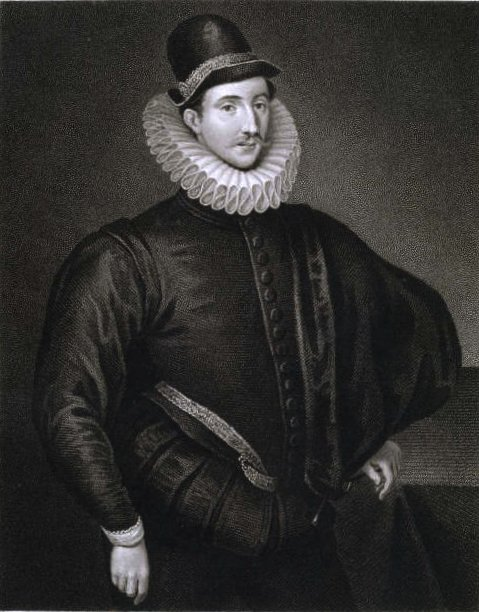
Fulke Greville, Lord Brooke

## Leben
Er war der Sohn von Sir Fulke Greville (1536–1606), der zeitweise High Sheriff von Warwickshire war, aus dessen Ehe mit Lady Ann Neville, Tochter des 4. Earl of Westmorland. Er ging ab 1564 in Shrewsbury mit Philip Sidney auf die Schule, studierte ab 1568 am Jesus College in Cambridge, das er nach einigen Jahren ohne Abschluss verließ, und ging 1577 mit seinem Freund Philip Sidney an den Hof von Königin Elizabeth I., wo er sich mit Sidney der radikalen protestantischen Fraktion des Onkels von Philip Sidney, Robert Dudley, 1. Earl of Leicester, anschloss. Seine Karriere war zunächst wie die von Sidney durch das Misstrauen von William Cecil, 1. Baron Burghley und dessen Sohn Robert Cecil behindert. Mit Sidney war er ab den 1570er Jahren als Dichter aktiv in einem Umkreis von Dichtern um Edmund Spenser, Gabriel Harvey und Edward Dyer (manchmal als Areopagus-Gruppe bezeichnet), die sich um die Verbreitung klassischer Versmaße im Englischen bemühten. Er wollte mit seinem Freund Philip Sidney mit Francis Drake 1585 auf Kaperfahrt in die Karibik segeln und später an der Expedition von Robert Dudley in den Niederlanden teilnehmen, was die Königin beidesmal untersagte. Sidney nahm allerdings an dem Feldzug seines Onkels in den Niederlanden teil und fiel dort 1586. Greville nahm an den französischen Religionskriegen teil und kämpfte in der Schlacht von Coutras 1587 und nochmals kurz in der Normandie 1591. Er hatte einen lukrative Verwaltungsposten als Sekretär des Rates des Welsh Marches, seinen ersten wichtigen Posten konnte er aber erst 1598 erreichen dank des Einflusses Robert Devereux, 2. Earl of Essex, der die Nachfolge von Sidney als hochrangiger Protegé von Dichtern übernommen hatte und dem er sich nach dem Tod von Sidney anschloss: Er wurde Schatzmeister der Navy. Diesen Posten hatte er auch noch in den Anfangsjahren der Regierung von Jakob I.  1614 bis 1621 war er Schatzkanzler. 
Er war mehrfach Unterhausmitglied, zuerst 1581 als Abgeordneter für das Borough Southampton, dann 1592 bis 1593, 1597, 1601 und 1621 als Knight of the Shire für sein Heimatcounty Warwickshire. 1621 wurde er nach langen Bemühungen seinerseits zum erblichen Baron Brooke, of Beauchamp's Court in the County of Warwick, erhoben und wurde dadurch Mitglied des Oberhauses. Da er keine Kinder hatte, wurde ihm der Titel mit dem besonderen Vermerkt verliehen, dass dieser auch an seine Cousins Robert und William Greville und deren männliche Nachkommen vererbbar seien. Von Jakob I. erhielt er 1604 Warwick Castle, das er aufwändig in Stand setzte. Nach heutiger Rechtsauffassung erbte er 1606 von seinem Vater auch de iure den Titel 5. Baron Willoughby de Broke. 1628 wurde er von einem Diener, der sich im Testament übergangen fühlte, in Warwick Castle am 1. September erstochen. Der Diener stach ihn in den Bauch und brachte sich daraufhin selbst um. Greville starb vier Wochen später aufgrund falscher Wundversorgung (die Ärzte behandelten die Wunden mit Schweinefett und diese infizierten sich).
Sein Nachfolger als Baron Brooke wurde sein Cousin Robert Greville, den Anspruch auf die Baronie Willoughby de Broke erbte seine Schwester Margaret.
Neben seiner Biographie von Sidney schrieb er Gedichte (Sonnett-Folge Caelica, erschienen 1633, aber teilweise schon aus den 1570er Jahren), Lesedramen (Alaham 1633, Mustapha 1609), Abhandlungen in Versen (An Inquisition upon Fame and Honor 1633, A Treatise of Humane Learning 1633, A Treatise of Wars 1633, A Treatise of Monarchy 1670, A Treatise of Religion 1670) und Prosa (zum Beispiel A letter to an honorable lady, möglicherweise an Margaret Clifford, Countess of Cumberland gerichtet). 
Er ist einer der Kandidaten um die Spekulationen der Shakespeare-Urheberschaft (dargelegt in dem Buch The Master of Shakespeare von A. W. L. Saunders). Allerdings hat dieser Vorschlag von Saunders keine weiteren Unterstützer gefunden. Greville ist mit Stratford upon Avon dadurch verbunden, dass er nach dem Tod seines Vaters 1606 bis zu seinem Tod Recorder (Richter) der Stadt war. In einem Buch von David Lloyd von 1670 (Statesmen and Favorites of England since the Reformation) wird er als Patron von Shakespeare und Ben Jonson bezeichnet, wofür es aber keine anderen Hinweise gibt.

## Schriften
- The Life of the Renowned Sir Philip Sidney, 1625
- Works, 4 Bände, Blackburn 1870 (Hrsg. Alexander B. Grosart), Band 1, Archive, Band 2, Band 3, Band 4
- Poems and Dramas of Fulke Greville, First Lord Brooke, 2 Bände (Hrsg. Geoffery Bullough), Oliver and Boyd 1939
- The Prose Works of Fulke Greville (Hrsg. John Gouws), Clarendon Press 1986, Oxford University Press 1997
- The Selected Poems of Fulke Greville (Hrsg. Thom Gunn), University of Chicago Press 2009